# San Salvador Atenco
Atenco è una città messicana, parte del comune di Atenco.
La città si trova 2250 metri di altitudine. Il nome Atenco deriva dal linguaggio ancestrale Nahuatl nel quale Atenco significa luogo a fianco dell'acqua.

## Storia
Scavi condotti nella zona indicano la presenza dei primi insediamenti umani intorno all'VIII millennio a.C.. La sua data di fondazione è stata fatta risalire al 968 a.C.; la città venne poi sottomessa nel 1428 dalla città-stato di Texcoco. Dopo la caduta di Tenochtitlán nella città di Atenco e nella zona circostante diversi gruppi opposero resistenza ai conquistatori spagnoli, che solo dopo una lunga campagna li sottomisero nel 1521. I conquistatori vi si stabilirono e costruirono cinquant'anni dopo una cappella, dove si stabilirono i missionari europei intenti ad evangelizzazione la popolazione locale.
Nel 2006 i riflettori internazionali furono puntati su questa città messicana quando la dura repressione delle proteste della popolazione locale da parte delle autorità di polizia divenne di pubblico dominio.